# Elwira Urusowa
Elwira Urusowa (gruz. ელვირა ურუსოვა; ur. 24 lutego 1968 w Tbilisi) – gruzińska lekkoatletka, specjalizująca się w pchnięciu kulą.
Uczestniczka mistrzostw Europy w Helsinkach. W 1996 startowała na igrzyskach olimpijskich. W konkurencji pchnięcia kulą odpadła w eliminacjach, zajmując 17. miejsce.

## Osiągnięcia
| Rok  | Zawody               | Miejsce                    | Wyniki szczegółowe | Wyniki szczegółowe | Wyniki szczegółowe | Wyniki szczegółowe | Wyniki szczegółowe | Wyniki szczegółowe | Wyniki szczegółowe | Wyniki szczegółowe | Wyniki szczegółowe | Rezultat | Pozycja | Uwagi | Źródło |
| Rok  | Zawody               | Miejsce                    | Kwalifikacje       | Kwalifikacje       | Kwalifikacje       | Finał              | Finał              | Finał              | Finał              | Finał              | Finał              | Rezultat | Pozycja | Uwagi | Źródło |
| Rok  | Zawody               | Miejsce                    | #1                 | #2                 | #3                 | #1                 | #2                 | #3                 | #4                 | #5                 | #6                 | Rezultat | Pozycja | Uwagi | Źródło |
| ---- | -------------------- | -------------------------- | ------------------ | ------------------ | ------------------ | ------------------ | ------------------ | ------------------ | ------------------ | ------------------ | ------------------ | -------- | ------- | ----- | ------ |
| 1994 | Mistrzostwa Europy   | Helsinki, Finlandia        | BD                 | BD                 | BD                 | NQ                 | NQ                 | NQ                 | NQ                 | NQ                 | NQ                 | 15,73    | 19.     |       | [ 1 ]  |
| 1996 | Igrzyska olimpijskie | Atlanta, Stany Zjednoczone | 16,61              | 17,27              | 17,69              | NQ                 | NQ                 | NQ                 | NQ                 | NQ                 | NQ                 | 17,69    | 17.     |       | [ 2 ]  |